# 소수 권리
소수 권리 (少數權利, 사회적 소수자 내지 소수파의 권리라고도 한다)라는 표현은 두 개의 다른 개념의 구현화이다. 우선, 인종적, 민족적, 계급적, 종교적, 언어적, 성적 소수 일원에게 적용되는 사람 수준의 개인의 권리이다. 두 번째로, 소수 집단에게 주어지는 개인과 집단 권리이다. 이 표현은 대다수의 판단에 부여 없는 누군가의 권리에 대해서도 단순하게 적용되는 경우도 있다.
민권 운동은 자주 소수 집단에 속하고 있는 것으로, 개인의 권리가 부정되지 않는 것을 보증하려고 노력하고 있다.
구체적으로는, 세계적인 여성의 권리나, 세계적인 LGBT의 권리 운동 등이나, 혹은 온 세상에 있는 다양한 인종적 소수 권리 운동 (아프리카계 미국인의 민권 운동 (1955년 - 1968년) 등)이다.

## 국가법과 국제법에서의 소수 권리
최초의 소수 권리는 1849년 7월에 헝가리 혁명 의회에 의해서 선언·제정되었다. 소수 권리는 1867년에 오스트리아의 법에 대해 성문화되었다. 민족적, 종교적, 언어적 소수와 선주 민족에게 적용되는 소수 권리는 국제인권법이 없으면 안 되는 일부이다. 아이의 권리와 여성의 권리, 망명자의 권리처럼, 소수 권리는 사회에서 공격받기 쉽거나, 불리하거나 경시되고 있는 입장에 있는 특정의 집단이 평등을 획득할 수 있으며 박해로부터 보호되는 것을 보증하기 위해 입안된 법적인 골조이다. 소수의 생활에 대한 최대의 위협으로부터 그들을 보호하기 위해 입안된, 소수를 보호하기 위한 최초의 전후의 국제 조약은 UN의 집단살해죄의 방지 및 처벌에 관한 조약이었다.
소수 권리를 성문화한 그 후의 인권의 규범에는 시민적 및 정치적 권리에 관한 국제 규약 (27조)이나 UN의 국민적, 종족적, 종교적 및 언어적 소수에 속하는 사람의 권리에 관한 선언, 유럽 평의회의 2개의 조약 (유럽 민족적 소수자 보호 범위 조약과 유럽 지방 언어·소수 언어 헌장), 및 유럽 안전 보장 협력 기구 (OSCE) 1990년의 코펜하겐 문서가 포함된다.
소수 권리는 생활의 보호, 차별과 박해로부터의 보호, 아이덴티티의 보호와 장려, 정치생활에서의 참가에 건넌다. LGBT의 사람들의 권리에 대해서는 요그야카르타 원칙이 UN 인권 이사회에 의해서 승인되어 장애인의 권리에 대해서는, 장애인권리협약이 UN 총회에 의해서 채택되었다.
소수 권리를 옹호하기 위해, 많은 나라에 구체적인 법이나 위원회, 옴부즈맨 제도가 있다 (예를 들면, 국가적 및 민족적 소수파를 위한 헝가리 행정 감찰관).
초기의 단계에서는, UN은 선주 민족을 소수파의 하위 범주라고 간주라고 있었지만, 특히 국제 노동 기관의 선주민과 부족민에 관한 조약 (1989년)으로 선주 민족의 권리에 관한 UN 선언 (2007년 9월 14일 채택)에서, 명확하게 그들을 대상으로 한 국제법의 발전한 주문이 있다.
2008년 12월에, LGBT의 권리에 관한 선언이 UN 총회에서 제시되어 2011년 6월에 LGBT의 권리에 관한 결의안이 UN 인권 이사회에서 통과했다 (UN에서의 LGBT의 권리를 참조).
소수의 집단의 권리도 특색으로 하고 있는 많은 정치단체가 있다. 이것은 평권 법안의 할당이나, 주권협조주의에서의 보증된 소수의 대표권으로 볼 수 있는 경우가 있다.

## EC/EU의 법에서의 민족적 소수
민족적 소수파의 옹호의 분야에서의 유럽연합 (과 EU/EC의 법도)의 직접적 역할은 아직도 매우 제한되고 있다 (인권의 전반적인 옹호처럼). EU는 만일 규범을 받아 들이는 필요성이 태어났을 경우, 전반적인 국제법과 (유럽 평의회 및 유럽 안전 보장 협력 기구 그 밖에 기초를 둔다) 국제법의 유럽의 지역적 제도를 목표로 해 왔다. 그러나, 1990년대에 시작한 '유럽 통합의 비경제화'가 이 상황을 바꾸었다. 민족적 소수의 옹호에 관한 정치적 타당성은 매우 높다.
2009년, 민족적 소수의 옹호는 넓게 받아 들여진 EU의 법적 구속력이 있는 원리로 되어 있지 않지만, 많은 법에서, 민족적 소수의 문제가 언급되고 있다. 대외관계에서, 민족적 소수의 옹호는 EU와의 협력 내지 가입에의 주요한 기준의 하나가 된다.

## 같이 보기
- 평권 법안
- 민권
- 민족
- 민족분쟁
- 유럽 소수 문제 센터
- 세계 인권 방위
- 인권
- 미국에서의 LGBT의 권리
- 마렉 에델맨
- 사회적 배제
- 소수 종교
- 소수 집단 인권 그룹
- 문화적 자치
- 내셔널리즘
- 장애인 권리 조약
- 시민적 및 정치적 권리에 관한 국제 규약
- 사회 계층
- 사회 정의를 위한 가르침
- 수의 폭력
- 요그야카르타 원칙

## 참고 문헌
- Barzilai, G. 2003. Communities and Law: Politics and Cultures of Legal Identities. Ann Arbor: University of Michigan Press.
- Henrard, K. 2000. Devising an Adequate System of Minority Protection: Individual Human Rights, Minority Rights, and the Right to Self-Determination. Leiden: Martinus Nijhoff Publishers
- Jackson Preece, J. 2005. Minority Rights: Between Diversity and Community. Cambridge: Polity Press
- Malloy, T.H. 2005. National Minority Rights in Europe. Oxford and New York: Oxford University Press.
- Pentassuglia, G. 2002. Minorities in international law : an introductory study. Strasbourg: Council of Europe Publications
- Šmihula, D. 2008. "National Minorities in the Law of the EC/EU", in Romanian Journal of European Affairs, Vol. 8 no. 3, pp. 2008, pp.51-81.
- Thornberry, P. 1991. International Law and the Rights of Minorities. Oxford: Clarendon Press
- Weller, M. (ed.) 2006. The Rights of Minorities in Europe: A Commentary on the European Framework Convention for the Protection of National Minorities. Oxford and New York: Oxford University Press.
- Weller, M., Denika Blacklock and Katherine Nobbs (eds.) 2008. The Protection of Minorities in the Wider Europe. Basingstoke and New York: Palgrave Macmillan.
- Gabriel N. Toggenburg, Minority Protection and the European Union, OSI, Budapest 2004
- Gabriel N. Toggenburg / Günther Rautz, Das ABC des Minderheitenschutz in Europa[깨진 링크(과거 내용 찾기)], Böhlau, Wien 2010
- Gabriel N. Toggenburg, The Union's role vis-a-vis its minorities after the enlargement decade: a remaining shre or a new part?, European University Institute, Florence 2006